# Hagopos III (ormiański patriarcha Konstantynopola)
Hagapos III (ur. ?, zm. ?) – w latach 1839–1840 oraz 1848–1856 64. ormiański Patriarcha Konstantynopola.